# الطنبي (المخادر)

تعديل مصدري - تعديل

الطنبي هي إحدى قرى عزلة الصفي بمديرية المخادر التابعة لمحافظة إب، بلغ تعداد سكانها 518 نسمة حسب تعداد اليمن لعام 2004.